# Syrrhopodon cambodianus
Syrrhopodon cambodianus là một loài rêu trong họ Calymperaceae. Loài này được Tixier mô tả khoa học đầu tiên năm 1968.